# 绥芬府
绥芬府，中国清朝时设置的府。
宣统元年（1909年）四月十五日升绥芬厅置，治所在宁古塔城（今黑龙江省宁安市宁安镇），属吉林省。次年四月名宁安府。 
1913年3月改为宁安县，即今宁安市。 